# Lastra sepolcrale di fra' Leonardo Dati

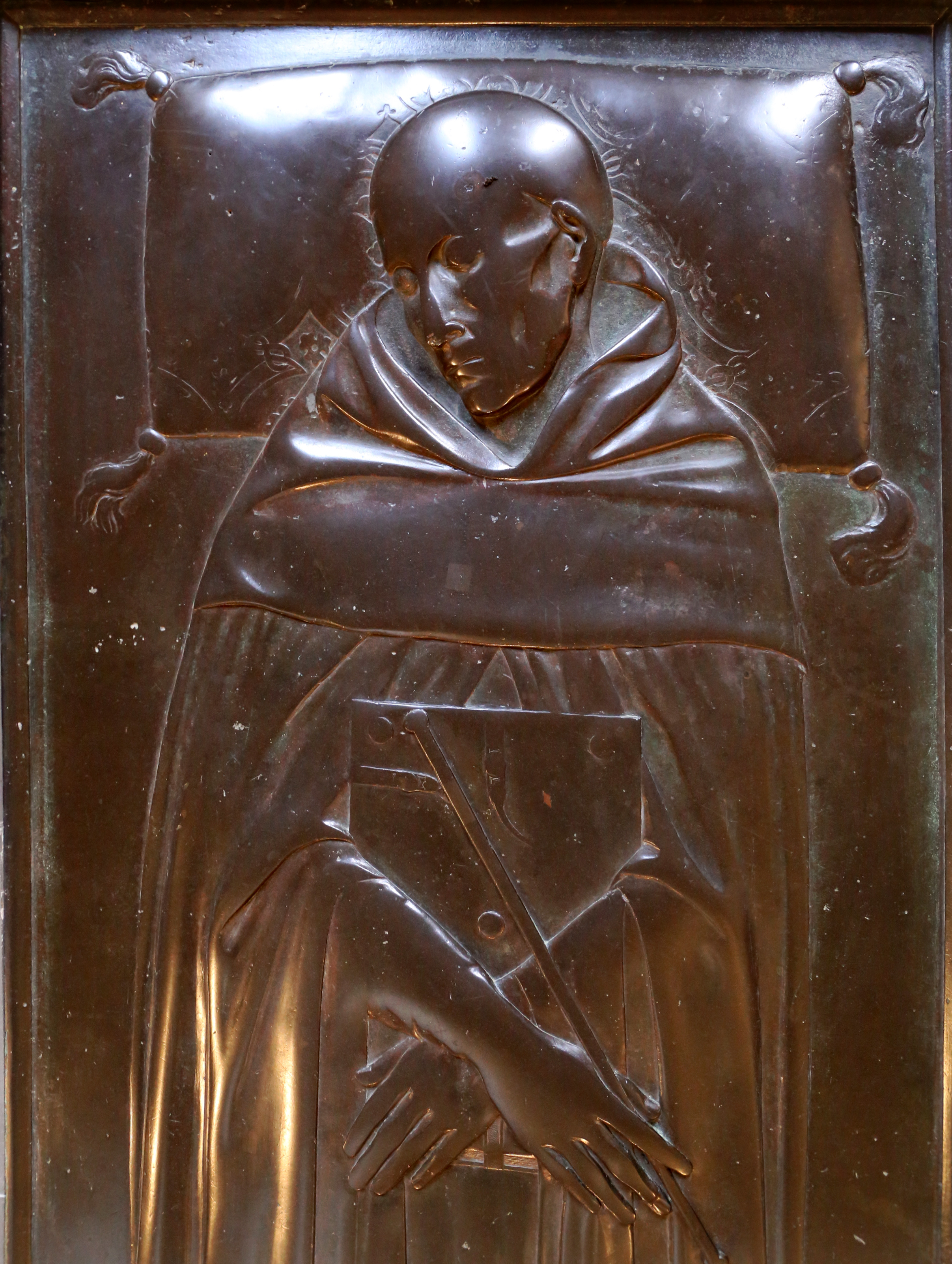
Dettaglio

La Lastra sepolcrale di Fra' Leonardo Dati è un rilievo bronzeo di Lorenzo Ghiberti, databile al 1425-1427 e conservato nella Basilica di Santa Maria Novella a Firenze, in particolare nel pavimento della Cappella Rucellai.

## Storia
Fra' Leonardo Dati, fiorentino, fu generale dell'Ordine domenicano e venne sepolto nella più importante chiesa domenicana della città, dove aveva vissuto a lungo. Secondo la testimonianza del Vasari fu il Dati stesso a commissionare la propria sepoltura a Ghiberti, ma l'esecuzione non iniziò se non dopo la sua morte (6 marzo 1425) e le spese furono accollate dal convento alla repubblica fiorentina, per la benemerenza del personaggio. 
L'opera venne eseguita entro il 1427, quando nel catasto di quell'anno l'artista ricordò un credito residuo di 10 fiorini presso i frati per questo lavoro. 
Probabilmente l'opera si trovava originariamente nel coro dei frati e venne spostata durante i rifacimenti vasariani del 1565, quando fu collocata nella navata centrale, vicino al pulpito. Nel 1861 fu di nuovo spostata, in via temporanea, dietro l'altare maggiore, poi davanti all'altare; Nel 1956 infine fu ricoverata nella collocazione odierna, dopo un restauro a cura di B. Bearzi.

## Descrizione e stile
Lo stato di forte consunzione dell'opera rende difficile una piena lettura delle caratteristiche, tuttavia le fonti antiche descrivono alcuni particolari un tempo visibili, come il cuscino a effetto damascato, che testimoniava l'alto grado di rifinitura dell'opera. 
Il frate è ritratto addormentato, con l'abito domenicano indosso, il cappuccio abbassato e un libro stretto sotto le mani incrociate sull'addome. La testa poggia sul cuscino con nappe alle estremità, con tracce della damascatura rimaste solo nelle parti concave vicino alla testa.
Il ritratto sembra caratterizzato individualmente, ma è arduo formare un giudizio esatto a causa dello stato di conservazione cattivo.
Vi si legge ai piedi l'iscrizione: CELEBRIS HIC MEMORIA COLITVR CLARI RELIGIOSI FRATRIS LEONARDI STATII DE FLOREN. SACRAE THEOLOGIAE AC TOTIVS ORDINIS MAGISTRI GENERALIS.